# Jacques Yvon
Pour les articles homonymes, voir Yvon.
Jacques Yvon, né le 26 avril 1903 à Angoulême et mort le 28 septembre 1979 à Paris, est un physicien français.

## Biographie
Il est connu pour ses travaux en physique statistique, en particulier sur la hiérarchie BBGKY (il est le Y de la liste alphabétique des auteurs de ces travaux). Pionnier de l'énergie nucléaire en France, il a été Haut-commissaire à l'énergie atomique de 1970 à 1975, et membre de droit de la commission PEON.
Il a fait ses études à l'École normale supérieure (promotion 1922), où il obtient l'agrégation de physique. Maître de conférences à l'Université de Strasbourg en 1938, il fut déporté en Allemagne en novembre 1943.
Après-guerre, il entre en 1949 au CEA, qui cherchait à accroître ses liens dans le monde universitaire, dont était issu Yvon. Il y est successivement chef du service de physique mathématique, puis chef du département des études de piles (1952), puis directeur de la physique et des piles atomiques (de 1959 à 1962). Durant cette période, il a été un artisan essentiel de la filière graphite-gaz des réacteurs nucléaires français.
Il reprend en 1962 une activité universitaire de professeur de physique théorique à la Faculté des sciences de Paris, avant d'être nommé Haut-commissaire à l'énergie atomique de 1970 à 1975.
Il meurt le 28 septembre 1979 en son domicile dans le 7e arrondissement de Paris.